# Donnie McClurkin

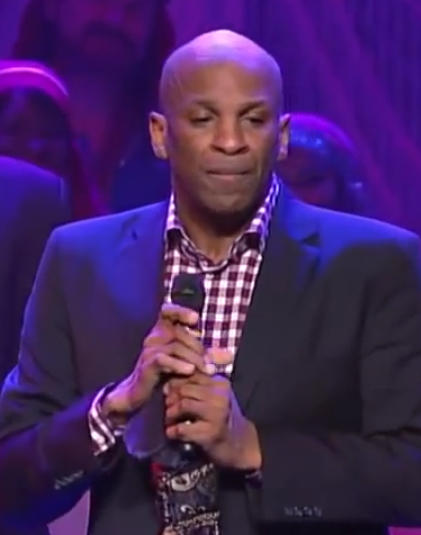
Donnie McClurkin

Donald Andrew McClurkin Jr. (* 9. November 1959 in Copiague, NY) ist ein US-amerikanischer Musiker und Pfarrer. Mit drei Grammy Awards, fünf Nummer-eins-Alben in den Genrecharts und zwei Platinauszeichnungen gehört er zu den erfolgreichsten Gospelmusikern der 2000er Jahre.

## Biografie

### Anfänge in Kirche und Musik
Donnie McClurkin wuchs in Amityville auf. Als er acht Jahre alt war, starb ein jüngerer Bruder bei einem Unfall. Die überforderten Eltern brachten ihn bei Verwandten unter, wo er sexuellen Missbrauch erlitt. Er zog sich in die Kirche zurück und eine Tante, die bei Andraé Crouch sang, brachte ihn zur Kirchenmusik. Noch als Jugendlicher gründete er die McClurkin Singers und später den New York Restoration Choir, mit dem er auch ein Album aufnahm.
Mit knapp 30 Jahren bekam er eine Anstellung als Hilfspfarrer in einer Gemeinde in Detroit. Dort initiierte er seine Solokarriere. Er unterschrieb bei Warner Alliance und veröffentlichte 1996 sein Debütalbum mit seinem Namen als Titel. Auf Anhieb landete er einen Erfolg in den Gospel-Charts, das Album stieg bis auf Platz 4 und blieb zwei Jahre lang platziert. Außerdem erreichte es Goldstatus. Darüber hinaus erhielt es eine Nominierung für eine Auszeichnung in der Kategorie bestes zeitgenössisches Soul-Gospelalbum bei den Grammy Awards 1998. Im selben Jahr trug er auch zwei Songs zum Soundtrack von Der Prinz von Ägypten bei.
Es dauerte einige Zeit bis zum Sommer 2000 bis McClurkin sein zweites Album Live in London and More … folgen ließ. Es übertraf den Erfolg des Debüts noch einmal deutlich, es kam auf Platz 1 der Gospelcharts und hielt sich dort insgesamt 37 Wochen, eine Marke, die bis dahin nur von Kirk Franklin übertroffen worden war. Dazu platzierte er sich auch in den offiziellen Albumcharts und blieb dort weit über ein Jahr. Das Album bekam Platin und das Konzertvideo dazu Gold. Der Albumsong We Fall Down kam in die Bubbling-Under-Charts und war ein R&B-Radiohit.

### Grammys und Nummer-eins-Alben
2001 erhielt er die volle Weihe und er ging wieder zurück nach New York. Als Pastor gründete er in Freeport die Perfecting Faith Church. Er fand aber weiter Zeit für die Musik und zwei Jahre später erschien mit Donnie McClurkin … Again sein zweites im Studio aufgenommene Album. Es war sein zweites Nummer-eins-Gospelalbum und wurde mit einem Grammy für das beste zeitgenössische Soul-Gospel-Album ausgezeichnet. Mit Psalms, Hymns and Spiritual Songs gewann er zwei Jahre später bereits die nächste Auszeichnung, wobei er stilistisch diesmal in die Kategorie traditioneller Gospel fiel. Es war die dritte Gospel-Nummer-eins, kam in den offiziellen Albumcharts auf Platz 12 und in den R&B-Charts auf Platz 5, was die besten Positionen all seiner Alben war. Dazu brachte es ihm sein zweites Platin. Der Song I Call You Faithful war ein Gospelhit und das einzige Lied, mit dem er auf Platz 1 der Gospelradiocharts kam. Es brachte ihm außerdem eine Grammy-Nominierung.
Es folgte eine längere musikalische Pause, während der er unter anderem die Dokumentation The Donnie McClurkin Story: From Darkness to Light veröffentlichte und eine Reihe von Predigtaufnahmen mit dem Namen Ministry Series startete. Daneben erschienen mehrere Kompilationen, bevor 2009 mit dem Livealbum We All Are One (Live in Detroit) eine neue Musikveröffentlichung folgte. Er knüpfte damit an die vorherigen Erfolge an, diesmal war er nicht damit bei der Grammy-Verleihung vertreten, sondern mit einem Song. Wait on the Lord mit Gastsängerin Karen Clark Sheard war bei den Awards 2010 die beste Gospel-Darbietung.
Weitere Aufnahmen zusammen mit anderen Musikern folgten ganze vier Jahre später: Das Album Duets brachte McClurkin 2014 heraus. Es war zwar immer noch recht erfolgreich, aber es verpasste Platz 1 in den Gospelcharts. Mit dem Livealbum The Journey kehrte er 2016 wieder an die Spitze zurück und blieb auch über zwei Jahre in den Gospelcharts. Es war aber seine letzte Nummer eins und die erste Hauptveröffentlichung seit 2000, die es nicht in die offiziellen Charts schaffte. Das Album A Different Song war 2019 nur noch ein kurzlebiger Charterfolg.

### Donnie McClurkin und Homosexualität
McClurkin beschreibt unter anderem in seiner Autobiografie Eternal Victim, Eternal Victor von 2001, dass er selbst homosexuelle Neigungen verspürt. Diese schreibt er seinen Kindheitstraumata durch den sexuellen Missbrauch und der Konfrontation mit Pornografie zu. Er behauptet, durch Willenskraft und Gebet heterosexuell geworden zu sein. Diese Haltung vermittelt er offensiv und versucht auch, Jugendliche davon zu überzeugen, diesen Weg einzuschlagen. Wegen seiner wissenschaftlich nicht haltbaren Aussagen und seiner Ablehnung der LGBT-Bewegung und gesellschaftlicher Entwicklungen wie der gleichgeschlechtlichen Ehe geriet er in die Kritik. Es gab auch weitergehende Konsequenzen, so sah Barack Obama, der ihn 2007 noch im Wahlkampf eingeladen hatte, nach kontroversen Äußerungen von McClurkin davon ab, ihn weiter als Unterstützer zu berücksichtigen. 2013 wurde er bei der 50-Jahr-Feier des Marsches auf Washington vom Bürgermeister wieder ausgeladen.

## Diskografie

### Alben
| Jahr | Titel                                                     | Höchstplatzierung, Gesamtwochen, AuszeichnungChartplatzierungen (Jahr, Titel, Platzierungen, Wochen, Auszeichnungen, Anmerkungen) | Höchstplatzierung, Gesamtwochen, AuszeichnungChartplatzierungen (Jahr, Titel, Platzierungen, Wochen, Auszeichnungen, Anmerkungen) | Höchstplatzierung, Gesamtwochen, AuszeichnungChartplatzierungen (Jahr, Titel, Platzierungen, Wochen, Auszeichnungen, Anmerkungen) | Anmerkungen                      |
| Jahr | Titel                                                     | US | Gospel | R&B | Anmerkungen                      |
| ---- | --------------------------------------------------------- | --- | --- | --- | -------------------------------- |
| 1996 | Donnie McClurkin                                          | US— GoldUS | Gospel4 (104 Wo.)Gospel | — |                                  |
| 2000 | Live in London and More …                                 | US69 Platin (Album) + Gold (Video) · (73 Wo.)US                                                                                   | Gospel1 (108 Wo.)Gospel | R&B22 (98 Wo.)R&B | Livealbum, 37 Wochen auf Platz 1 |
| 2003 | Donnie McClurkin … Again                                  | US31 Gold · (16 Wo.)US | Gospel1 (104 Wo.)Gospel | R&B12 (36 Wo.)R&B |                                  |
| 2005 | Psalms, Hymns & Spiritual Songs                           | US12 Platin · (17 Wo.)US | Gospel1 (103 Wo.)Gospel | R&B5 (40 Wo.)R&B | Livealbum                        |
| 2007 | The Essential Donnie McClurkin                            | — | Gospel9 (116 Wo.)Gospel | — | Kompilation                      |
| 2008 | Ministry Series: The Valley of God – A Live Sermon        | — | Gospel48 (1 Wo.)Gospel | — | einstündige Livepredigt          |
| 2009 | We All Are One (Live in Detroit)                          | US26 (10 Wo.)US | Gospel1 (62 Wo.)Gospel | R&B7 (33 Wo.)R&B | Livealbum                        |
| 2009 | Ministry Series Volume II: Attachments – Two Live Sermons | — | Gospel44 (1 Wo.)Gospel | — | zwei Livepredigten               |
| 2009 | Playlist: The Very Best of Donnie McClurkin               | — | Gospel9 (71 Wo.)Gospel | R&B57 (43 Wo.)R&B | Kompilation                      |
| 2012 | Setlist: The Very Best of Donnie McClurkin (Live)         | — | Gospel28 (19 Wo.)Gospel | — | Livekompilation                  |
| 2014 | Duets                                                     | US45 (5 Wo.)US | Gospel4 (43 Wo.)Gospel | — |                                  |
| 2016 | The Journey (Live)                                        | — | Gospel1 (114 Wo.)Gospel | — | Livealbum                        |
| 2019 | A Different Song                                          | — | Gospel2 (4 Wo.)Gospel | — | Livealbum                        |

Weitere Alben
- The Collection (Kompilation, 2001)
- Donnie McClurkin: Double Play (Kompilation, 2010)
- Ministry Series: God Sees (Livepredigt, 2012)
- Diamond – The Ultimate Collection (Kompilation, 2013)
- Ministry Series: Now! (Livepredigt, 2015)
- Ministry Series: Power of Praise (Livepredigt, 2015)

### Lieder
- We Fall Down (2001)
- The Prayer (featuring Yolanda Adams, 2003)
- I Call You Faithful (2005)
- Ooh Child (featuring Kirk Franklin, 2005)
- Church Medley (2006)
- Wait on the Lord (featuring Karen Clark Sheard, 2009)
- Donnie’s Christmas Songs (2011)
- I Am Amazed (featuring Erica Campbell & Preashea Hilliard, 2013)
- We Are Victorious (featuring Tye Tribbett, 2014)
- I Need You (2016)
- My Favorite Things (2018)
- Not Yet (2019)
- There Is God (2020)

Gastbeiträge
- I Speak Life / Donald Lawrence & Co. featuring Donnie McClurkin (2006)
- Bless Me / J. J. Hairston & Youthful Praise featuring Donnie McClurkin (2014)
- See the Goodness / VaShawn Mitchell featuring Donnie McClurkin (2006)

## Auszeichnungen
Grammy Awards
- 1998
  - Nominierung: Best Contemporary Soul Gospel Album für Donnie McClurkin
- 2004: Best Contemporary Soul Gospel Album für Donnie McClurkin … Again
- 2006: Best Traditional Soul Gospel Album für Psalms, Hymns & Spiritual Songs
  - Nominierung: Best Gospel Performance für I Call You Faithful
- 2010: Best Gospel Performance für Wait on the Lord